# Virola
Virola, biljni rod iz porodice muškatovčevki kojemu pripada nekoli desetaka vrsta drveća iz tropske Amerike
Neke vrste sadržavaju psihoaktivne sastojke koji su u upotrebi indijanskih plemena kišnih tropskih šuma, kao što su Bora, Huitoto i Desana

## Izgled
Virola vrste su velika stabla koja mogu narasti i do 30 metara. Listovi su nerazdijeljeni i perasti i imaju kontinuirane rubove; nema stipula. Sićušni dvodomni cvjetovi rastu u cvjetovima. Plodovi su elipsoidni. Listovi mogu doseći duljinu veću od 30 cm.
Različite vrste je teško razlikovati jedne od drugih.

## Povijest
Korištenje raznih vrsta Virola kao obrednog burmuta prvi je otkrio 1950-ih američki etnobotaničar Richard Evans Schultes, koji je bio začuđen što ta činjenica prije nije zabilježena (Schultes 1954). Jedina prethodna informacija došla je od brazilskog botaničara Adolpha Duckea, koji je napisao da su Indijanci na rijeci Rio Negro proizvodili burmut zvan paricá od lišća Virola theiodora i Virola cuspidata (Holmstedt et al. 1982., 216). Začuđujuće je da Richard Spruce koji je prikupio botanički materijal od brojnih vrsta Virola između 1851. i 1854., nije primijetio psihoaktivnu upotrebu kore (Schultes 1983c).

## Distribucija
Članovi roda uglavnom se nalaze u Amazoniji i susjednim tropskim područjima (Brazil, Kolumbija, Peru, Venezuela). Neke vrste također se pojavljuju u tropskim zonama Srednje Amerike (Brenneisen i Hasler 1994, 1154; Schultes 1955, 79f.). Jedna vrsta (Virola guatemalensis [Hemsl.] Ward) nalazi se u južnom Meksiku i Gvatemali; u Chiapasu, ova biljka je poznata kao cacao volador, "leteći kakao" (Martínez 1987, 1238).

## Psihoaktivni materijal
Smola (= lateks, eksudati) i unutarnja kora (kambij)

## Priprema i doziranje
Smola ili lateks (obično nazvan oom ili yá-keeoom) vrste Virola može se dobiti na više načina. U koru se može zarezati, skinuti dio kore ili se unutarnja kora (kambij) ugrije, čime će se smola izlučiti. Budući da je čista smola ljepljiva, obično se pomiješa s biljnim pepelom, npr. s kore stabla divljeg kakaovca (Theobroma subincanum Mart.), ili s vapnom od ljuski (od spaljenih slatkovodnih školjki)  (Schultes 1954, 247 ff.). Burmut očito neće imati nikakav učinak ako se ne doda (alkalni) pepeo biljaka.
Indijanci kažu da se kora mora brati rano ujutro, prije nego što sunčeva svjetlost udari u deblo, kako se snaga praha ne bi raspršila. Kaže se da sunčeve zrake imaju značajan utjecaj na učinke (Schultes 1954., 248).
U šamanske svrhe, doza se daje kao malo puna čajna žličica smole u prahu pomiješane s pepelom biljke. Ta se količina obično ušmrka tri puta zaredom u kratkim intervalima (petnaest do dvadeset minuta) (Schultes 1954, 250).
Neka amazonska plemena prave svoj prah za burmut od osušenog soka kore različitih vrsta Virola i pepela Theobroma subincanum Martius ili osušenog lišća Justicia pectoralis Jacquin (Schultes i Holmstedt 1968).
Desana iz kolumbijskog Vaupéa za svoje burmisanje koristi unutarnju koru vrsta Virola calophylla, V. calophylloidea i V. theiodora. Ovisno o obrednoj prigodi i željenim učincima, u prahu mljeveno lišće duhana (Nicotiana tabacum), lišće koke (Erythroxylum coca var. ipadu), pepeo lišća Cecropia, u prah samljeveni komadići kore Banisteriopsis spp. ili vapno izgrebano sa stalaktita može se dodati fino mljevenoj kori (Reichel-Dolmatoff 1979, 32 f.).
Za oralnu primjenu koriste se i drugi recepti. Kolumbijski Huitoto kuhaju sok dok se ne zgusne u sirup. Zgusnuti sok se zatim uvalja u kuglice veličine graha i oblaže pepelom Gustavia poeppigiana Berg ex Martius. Tri do šest ovih malih kuglica se proguta ili otopi u vodi i popije (Schultes 1969). Zbog sve većeg pritiska akulturacije, čini se da takva oralna uporaba nestaje (Schultes et al. 1977., 259).
Peruanski Bora i Huitoto također su poznavali oralnu upotrebu. Opetovano su kuhali unutarnju koru (kambij) raznih vrsta (osobito Virola elongata) da bi dobili pastu zvanu ko’do koja se zatim gutala bez daljnje pripreme. U drugim se područjima pasta miješala s pepelom vrste iz roda Carludovica (Cyclanthaceae; usp. Bristol 1961) i lišćem palme iz roda Scheelea (Schultes et al. 1977, 262 f.). Pepeo (nazvan "sol") iz kore velikog stabla Eschweilera itayensis Kunth (Lecythidiaceae) kao i pepeo iz pupova i lišća Spathiphyllum cannaefolium (Dryand.) Schott (Araceae) dodan je za istu svrhu (Schultes 1979, 228).
Neke vrste Virole koriste se kao dodaci ayahuasci. Neki šamani u Ikitosu dodaju Virolu surinamensis u piće od ayahuasce kako bi ayahuasca "podučavala medicinu".

## Medicinska upotreba
Venezuelanski šamani puše osušenu unutarnju koru Virola sebifera na plesovima za liječenje bolesti groznice (Altschul 1973, 76; Plotkin i Schultes 1990, 357). Kora, koja je poznata pod imenima wircawei-yek i erika-bai-yek, kuha se kako bi se rastjerali zli duhovi (Altschul 1973, 76). Za jednu još neidentificiranu vrstu Virole se kaže da se koristi kao kontracepcijsko sredstvo (Plotkin i Schultes 1990., 357).
Brojne vrste Virola smatraju se stimulansima mozga i navodno poboljšavaju pamćenje i inteligenciju (Plotkin i Schultes 1990., 357).
Mnoge vrste Virola (npr. V. elongata, V. melinonii [Benoist] A.C. Smith, V. sebifera, V. surinamensis) koriste se u narodnoj medicini za liječenje kožnih bolesti (Brenneisen i Hasler 1994., 1158; Plotkin i Schultes 1990., 358).
Matična tinktura Virola sebifera (ljekoviti sadržaj 1/10) u homeopatiji je poznata kao Myristica sebifera hom. HAB34 (također HPUS88) i koristi se za takva stanja kao što je cijđenje gnoja iz rana (Brenneisen i Hasler 1994, 1157). Sredstvo se smatra "lijekom velike antiseptičke moći" (Boericke 1992, 532*). Također se koristi u homeopatskim složenim lijekovima, npr. Sulphur Pentarkan, koji se sastoji od sumpora, Atropa belladonna, žive, "Myristica sebifera" i silicijeve kiseline.

## Vrste
1. Virola aequatorialis Muriel & Balslev
2. Virola aguarunana D.Santam.
3. Virola albidiflora Ducke
4. Virola allenii D.Santam. & Aguilar
5. Virola alvaroperezii D.Santam.
6. Virola amistadensis D.Santam.
7. Virola bicuhyba (Schott ex Spreng.) Warb.
8. Virola bombuscaroensis D.Santam.
9. Virola caducifolia W.A.Rodrigues
10. Virola calimensis D.Santam.
11. Virola calophylla (Spruce) Warb.
12. Virola calophylloidea Markgr.
13. Virola carinata (Spruce ex Benth.) Warb.
14. Virola chrysocarpa D.Santam. & Aguilar
15. Virola coelhoi W.A.Rodrigues
16. Virola cogolloi D.Santam.
17. Virola crebrinervia Ducke
18. Virola cumala D.Santam.
19. Virola decorticans Ducke
20. Virola divergens Ducke
21. Virola dixonii Little
22. Virola duckei A.C.Sm.
23. Virola elongata (Benth.) Warb.
24. Virola excisa D.Santam.
25. Virola flexuosa A.C.Sm.
26. Virola fosteri D.Santam.
27. Virola gardneri (A.DC.) Warb.
28. Virola guatemalensis (Hemsl.) Warb.
29. Virola guggenheimii W.A.Rodrigues
30. Virola koschnyi Warb.
31. Virola kwatae Sabatier
32. Virola lieneana Paula & Heringer
33. Virola loretensis A.C.Sm.
34. Virola macrocarpa A.C.Sm.
35. Virola malmei A.C.Sm.
36. Virola marleneae W.A.Rodrigues
37. Virola megacarpa A.H.Gentry
38. Virola michelii Heckel
39. Virola micrantha A.C.Sm.
40. Virola minutiflora Ducke
41. Virola mollissima (A.DC.) Warb.
42. Virola montana D.Santam.
43. Virola multicostata Ducke
44. Virola multiflora (Standl.) A.C.Sm.
45. Virola multinervia Ducke
46. Virola obovata Ducke
47. Virola officinalis Warb.
48. Virola otobifolia D.Santam.
49. Virola parkeri D.Santam. & Lagom.
50. Virola parvifolia Ducke
51. Virola pavonis (A.DC.) A.C.Sm.
52. Virola peruviana (A.DC.) Warb.
53. Virola polyneura W.A.Rodrigues
54. Virola reidii Little
55. Virola rugulosa (Spruce) Warb.
56. Virola sanguinea D.Santam.
57. Virola schultesii A.C.Sm.
58. Virola sebifera Aubl.
59. Virola sessilis (A.DC.) Warb.
60. Virola steyermarkii W.A.Rodrigues
61. Virola subsessilis (Benth.) Warb.
62. Virola surinamensis (Rol. ex Rottb.) Warb.
63. Virola theiodora (Spruce ex Benth.) Warb.
64. Virola tuckerae D.Santam. & Lagom.
65. Virola urbaniana Warb.
66. Virola venosa (Benth.) Warb.
67. Virola weberbaueri Markgr.
68. Virola yasuniana D.Santam.